# Сент Дејвид (Илиноис)
Сент Дејвид (енгл. St. David) град је у америчкој савезној држави Илиноис.

## Демографија
По попису из 2010. године број становника је 589, што је 2 (0,3%) становника више него 2000. године.
| Група             | 2000.       | 2010.       |
| Белци             | 586 (99,8%) | 569 (96,6%) |
| Афроамериканци    | 1 (0,2%)    | 0 (0,0%)    |
| Азијати           | 0 (0,0%)    | 1 (0,2%)    |
| Хиспаноамериканци | 0 (0,0%)    | 13 (2,2%)   |
| Укупно            | 587         | 589         |